# チーズバーガー (プロレスラー)
チーズバーガー（Cheeseburger）のリングネームで知られるブランデル・リトルジョン（Brandel Littlejohn）は、アメリカ合衆国のプロレスラー。ROHを主戦場とし、ROHのレスリング・スクールであるROH道場のアシスタントも務めている
。

## 来歴
デビュー当初はフィラデルフィアのビヨンド・レスリング（Beyond Wrestling）やニュージャージーのレスリング・イズ・リスペクト（Wrestling Is Respect）でリーチ・ランダ（Leech Landa）のリングネームで活動していた。

### ROH（2013～現在）
2013年7月11日にシカゴで開催されたA Night of HooplaでROHデビューを飾る。ロデリック・ストロングとタッグを組み、カイル・オライリーとボビー・フィッシュのタッグチーム、レッドラゴン（reDRagon）のROH世界タッグ王座に挑むも負けてしまう。
2014年に入るとジェイ・リーサルの持つROH世界TV王座にボルチモアで行われたSecond to None、カーボンデールのRoad to Best in the World '14 の2度挑戦するも獲得には至らなかった。
"ブルータル"ボブ・エヴァンスとタッグ、ブルータル・バーガーズ（The Brutal Burgers）を結成するも仲間割れを起こし抗争へと発展、Final Battle 2015のキックオフ・ショーにてエヴァンスを破り抗争を終了している。
2016年に入ると再びTV王座を狙うようになり、タイトルホールダーのロデリック・ストロングに挑戦するも失敗している。

### 新日本プロレス（2016～現在）
2016年1月4日のWRESTLE KINGDOM 10 in 東京ドームの第0試合、1分時間差バトルロイヤル ～ニュージャパンランボー～にサプライズ登場。また、これを機にレジェンドレスラーである獣神サンダー・ライガーの得意技の掌底をフィニッシュとして使用するようになった。
2017年1月4日のWRESTLE KINGDOM 11 in 東京ドームの第0試合のニュージャパンランボーに2年連続で登場。最後まで残るもののマイケル・エルガンに敗れる。翌年も1月4日のWRESTLE KINGDOM 12 in 東京ドームの第0試合のニュージャパンランボーに3年連続で登場。最後まで残るものの垣原賢人の前に敗れ、2年連続で最終敗退者となった。

## 得意技
- ショウテイ

獣神サンダー・ライガーに影響され使い始めたフィニッシャー。
- シャイニング・ウィザード
- ネックブリーカー
- フランケンシュタイナー